# Милан Б. Поповић
Милан Б. Поповић (1976) српски је новинар, публициста и песник. Критичар дневних новина Блиц (Србија), Дан (Црна Гора) и Фокус (БиХ), колумниста дневних новина Правда, сарадник магазина и портала Нови магазин, Time out, X-Zabava, Rocks, Nocturne, Butcherian Vibe, SMP и других штампаних и веб редакција. Живи у Београду.

## Дискографија
- ЦД музичка компилација песама Рок/Метал бендова на стихове Милана Б. Поповића - Време бруталних добронамерника (Ауторско издање, Милан Б. Поповић, 2010)